# Lê Thị Phất Ngân
Lê Thị Phất Ngân (chữ Hán: 黎氏佛銀) hay Lập Giáo hoàng hậu là một trong những Hoàng hậu đầu tiên của triều đại nhà Lý trong lịch sử Việt Nam. Bà là người có thân phận cao quý với xuất thân là công chúa con vua Lê Đại Hành và Đại Thắng Minh Hoàng hậu, rồi được làm hoàng hậu của vua Lý Thái Tổ và trở thành mẫu hậu của vua Lý Thái Tông. Các anh em trai của bà là Đinh Toàn, Lê Long Việt và Lê Long Đĩnh đều từng làm vua của Đại Cồ Việt. Cuộc đời của bà được biết đến nhiều hơn qua các thần tích, thần phả ở các di tích như: Cố đô Hoa Lư (Ninh Bình); đền Lăng (Hà Nam), đền Bạch Mã (Yên Thành, Nghệ An)...

## Thân thế
Bà sinh thời là Phất Ngân công chúa (佛銀公主), sinh tại kinh đô Hoa Lư (Ninh Bình), là con gái của Hoàng đế Lê Đại Hành và Đại Thắng Minh Hoàng hậu Dương Vân Nga. Bà là chị em cùng cha khác mẹ với 2 vua Lê Trung Tông và Lê Ngọa Triều và là em cùng mẹ khác cha với vua Đinh Phế Đế. Căn cứ vào năm Dương Vân Nga lập Lê Hoàn  làm vua (981) và năm sinh của Lý Thái Tông (1000) có thể dự đoán Lê Thị Phất Ngân sinh khoảng sau năm 98một vài năm.
Cũng như những hoàng hậu khác thời phong kiến, trong chính sử, Lê Thị Phất Ngân chỉ được nhắc đến gián tiếp với vài nét chấm phá như Đại Việt sử ký toàn thư, chép về Lý Thái Tổ có đoạn viết:
"Lập sáu hoàng hậu, duy có đích phu nhân gọi là Lập Giáo Hoàng Hậu, quy chế xe kiệu và y phục khác hẳn với các cung khác. Sách lập con trưởng là Phật Mã làm Hoàng thái tử, các con khác đều phong tước hầu".
Tiếp tục, Quyển II, Kỷ nhà Lý, mục Lý Thái Tông đoạn mở đầu viết:
"Mẹ là hoàng hậu họ Lê, sinh vua vào ngày 26 tháng 6 năm Canh Tý, niên hiệu Ứng Thiên năm thứ 7 [1000] thời Lê, ở phủ Trường Yên".
Khi Thái Tổ Hoàng đế lên ngôi, bà được phong làm Lập Giáo Hoàng hậu (立教皇后), quy chế xe kiệu, áo mũ vượt hơn các hoàng hậu khác.
Khi Thái Tông Hoàng đế lên ngôi, bà được tôn làm Linh Hiển Hoàng thái hậu (靈顯皇太后).

## Cuộc đời
Theo "Ngọc phả các vua triều Lê" tìm thấy ở các di tích thuộc xã Liêm Cần, Thanh Liêm, Hà Nam thì:
Thái Tổ Hoàng đế sinh thời hàng năm theo Thiền sư Vạn Hạnh vào hầu vua Lê Hoàn ở thành Hoa Lư. Thái Tổ được vua Lê yêu, cho ở lại kinh thành học tập quân sự. Vua lại gả con gái cả là Lê thị, sinh ra Lý Phật Mã và đặc phong cho Thái Tổ làm Điện tiền cận vệ ở thành Hoa Lư.
Dần dần, Thái Tổ thăng lên chức Điện tiền Chỉ huy sứ, chức ấy chỉ dành cho hoàng tộc hoặc quốc thích mới được trao. Bước vào bộ máy quyền lực là điều kiện ban đầu để sau này Thái Tổ lên ngôi vua thay thế nhà Lê.
Cũng theo thần tích các chùa Duyên Ninh, chùa Nhất Trụ ở Cố đô Hoa Lư, sau khi nhà Lý dời đô về Thăng Long, nhà Tiền Lê mất ngôi, Hoàng hậu Lê Thị Phất Ngân thường xuyên lui về đô cũ để cùng hậu thuẫn người con trai Lý Long Bồ mới hơn 10 tuổi trấn thủ vùng đất này (được phong Vương tháng 6 năm 1013). Tại Hoa Lư, Hoàng hậu giúp dân tu bổ, xây dựng nhiều ngôi chùa để tu hành và trông coi lăng mộ vua cha Lê Đại Hành.
Tại chùa Duyên Ninh, bà tác hợp cho nhiều đôi lứa nên duyên để rồi chùa Duyên Ninh trở thành ngôi chùa cầu duyên ở Cố đô Hoa Lư.

## Tôn vinh

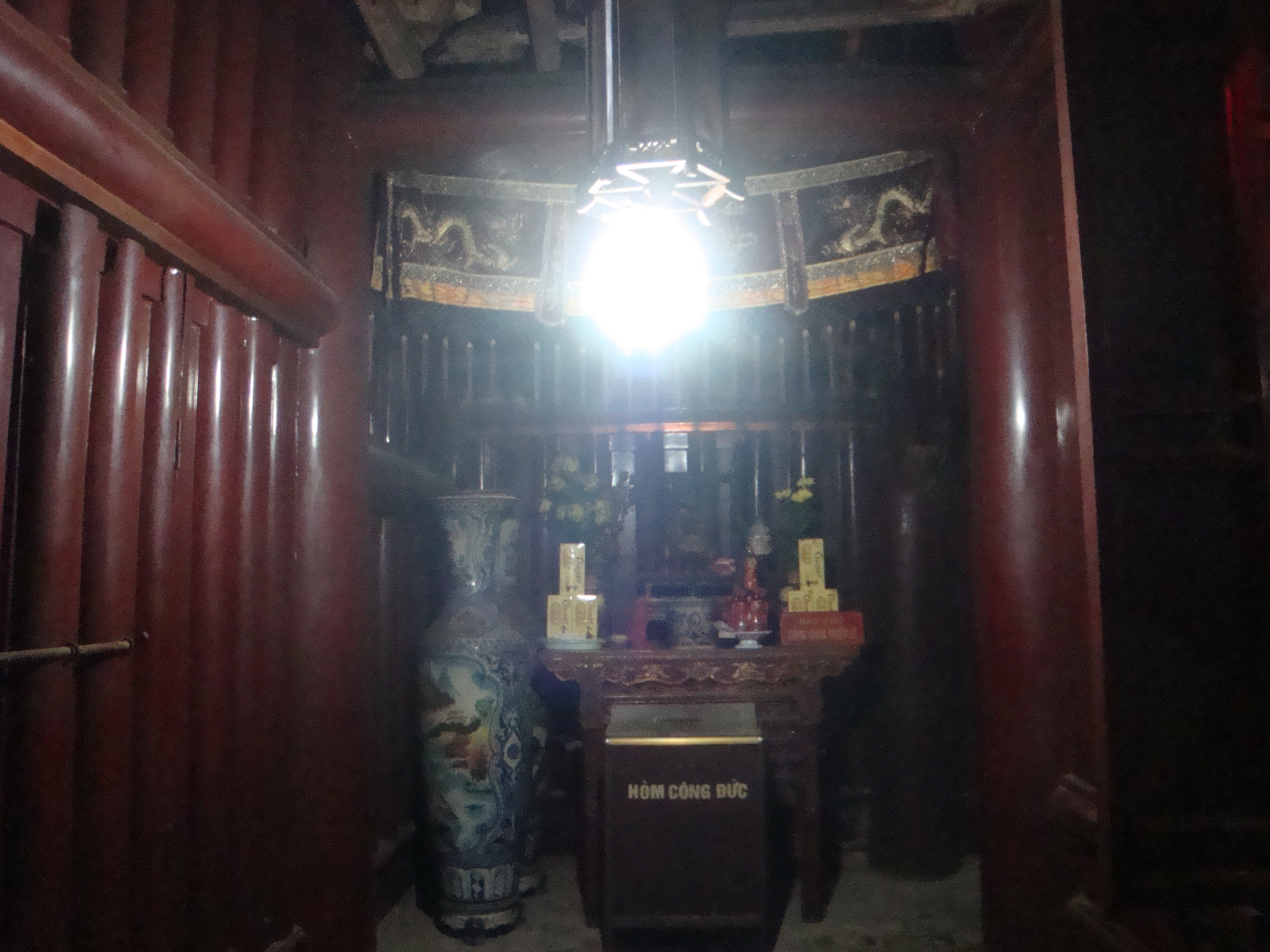
Ban thờ Công chúa Phất Ngân tại đền Vua Lê Đại Hành.

Tại đền Vua Lê Đại Hành thuộc khu di tích quốc gia đặc biệt Cố đô Hoa Lư ở Trường Yên huyện Hoa Lư (Ninh Bình), bên trái hậu cung có ban thờ công chúa Phất Ngân, vì quan niệm con gái "xuất giá tòng phu" nên dân gian không đúc tượng như Lê Đại Hành, Dương Vân Nga và Lê Long Đĩnh ở chính cung mà chỉ có bài vị thờ công chúa; các nhà nghiên cứu cho rằng việc phối thờ cùng vua cha Lê Đại Hành và mẹ Dương Vân Nga trong khi rất nhiều Hoàng tử và Công chúa khác không được thờ trong đền này cho thấy công chúa Phất Ngân phải có công tích, đức hạnh nổi tiếng mới được nhân dân đánh giá, tôn vinh như vậy.
Theo lịch sử để lại, đền Bạch Mã ở Yên Thành, Nghệ An có từ gần 1000 năm nay, do chính Uy Minh Vương Lý Nhật Quang dựng nên để thờ vọng vua cha Lý Thái Tổ, thờ mẹ là Hoàng hậu Lê Thị Phất Ngân, thờ bà ngoại là Thái hậu Dương Vân Nga, Vua anh là Lý Thái Tông và các anh hùng, nghĩa sỹ nhà Lý. Hiện tại, trong đền còn lưu giữ nhiều hiện vật có giá trị văn hóa, là nơi gửi gắm tâm linh của người dân địa phương. Năm 2011, ngôi đền đã được đầu tư nâng cấp tu bổ lại, phía trước có cổng tam quan, khu vực sân có tắc môn, lư hương, bậc tam cấp. Phía trong gồm: 3 gian tiền tế có Ban thờ Phật, 2 gian hậu cung là nơi thờ Lý Thái Tổ và Lê Thị Phất Ngân.
Tại Di tích đền Đô trên quê hương nhà Lý ở Bắc Ninh, Hoàng thái hậu Lê Thị Phất Ngân được thờ vị trí trung tâm trong điện Mẫu thờ 7 mẫu hậu của các Vua từ Lý Thái Tông đến Lý Huệ Tông.
Ở vùng lân cận khu vực động Hoa Lư thuộc ranh giới 2 huyện Nho Quan và Gia Viễn (Ninh Bình) có rất nhiều di tích thờ Vua Đinh Tiên Hoàng và Thái hậu Dương Vân Nga phối thờ Lý Thái Tổ cùng Hoàng hậu Lê Thị Phất Ngân như đình Ngọc Nhị, đình Ngọc Ba, đình Trai, chùa Hưng Quốc. Theo giai thoại, trước khi dời đô về Thăng Long, Lý Thái Tổ đã đến những nơi này như để xin ý kiến các bậc tiền nhân.

## Gia quyến
- Cha: Vua Lê Đại Hành.
- Mẹ: Thái hậu Dương Vân Nga, được các Vua nhà Lý phong là Bảo Quang Hoàng thái hậu.
- Chồng: Vua Lý Thái Tổ.
- Các anh em:
  - Vua Đinh Phế Đế (cùng mẹ Dương Vân Nga, khác cha là Đinh Tiên Hoàng).
  - Vua Lê Long Việt (cùng cha Lê Đại Hành, khác mẹ là Chi hậu Diệu nữ).
  - Vua Lê Long Đĩnh (cùng cha Lê Đại Hành, khác mẹ là Chi hậu Diệu nữ).
- Các con:
  - Vua Lý Thái Tông.
  - Hoàng tử Lý Nhật Quang.
  - Hoàng tử Lý Long Bồ.